# 女王功績勲章
女王功績勲章（じょおうこうせきくんしょう、英: The Queen's Service Order, 略称：QSO）は、ニュージーランドの勲章の一つ。1974年にニュージーランド叙勲制度の審理を経て1975年3月13日にエリザベス2世により創設された勲章。
公共部門と地域共社会の活動において、ニュージーランド国王へ誠実なる功績を残した者へ授与される勲章。軍関係者や軍人は授与対象外となっている。
記章デザインは5つの花弁をもつギョリュウバイ（マオリ語：マヌカ）の形を採用し、中央にエリザベス2世の肖像画、上部に王冠が装飾されている。リボンにはマオリ族の伝統的な色彩である赤、黒、白が着彩されている。男性受勲者と女性受勲者では授与される勲章が異なり、女性受勲者用勲章には大型リボンが縫製されている。
勲章の授与数は年間50。しかし、授与数が年間30を超えることはない。女王功績勲章の下位部門に女王功績メダル(略称：QSM)が存在し、メダルの年間授与数に制限はない。
受勲者は氏名の後に、QSOまたはQSMの称号を付与することができる。受勲者のうちニュージーランド国民、コモンウェルス市民でない者への受勲は名誉受勲者の称号になる。
日本人の受勲者には、日光東照宮の稲葉久雄宮司などがいる。

## 構成員と仕官
- 君主：エリザベス2世（イギリス国王（女王））
- 首席勲位者：シンディ・キロ（ニュージーランド総督）
- 特別勲位者：*エディンバラ公、*プリンス・オブ・ウェールズ、*プリンセス・ロイヤル
- 仕官：次官および記録係（ニュージーランド上級評議会書記官）